# Wangdue Phodrang

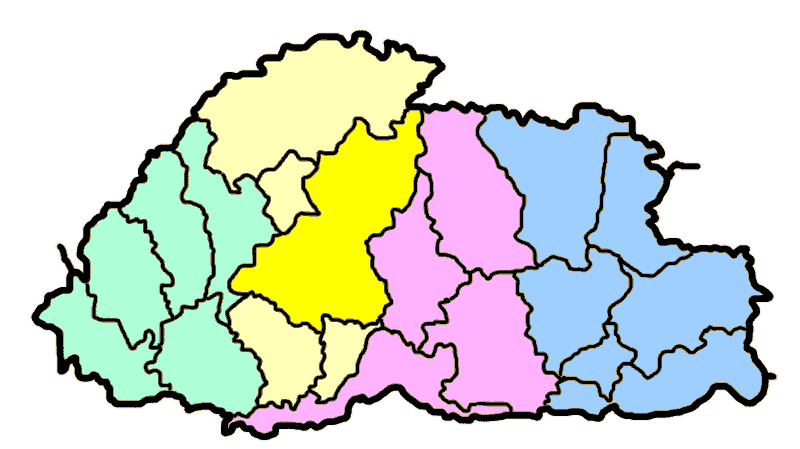
Localização de Wangdue Phodrang no Butão (amarelo destacado)

Wangdue Phodrang (Djongkha: དབང་འདུས་ཕོ་བྲང་རྫོང་ཁག་) é um dos 20 distritos do Butão.

Wangdue Phodrang
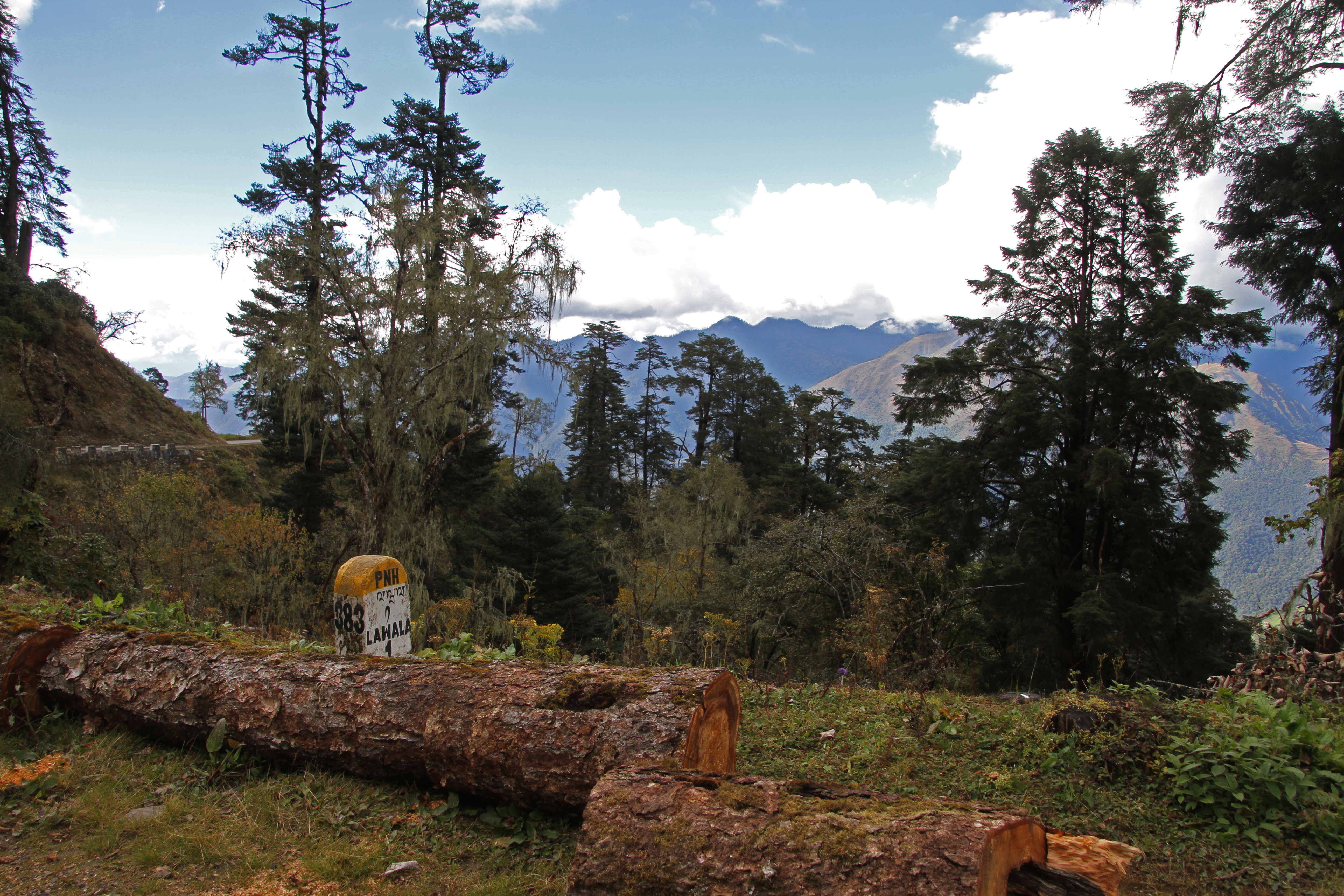
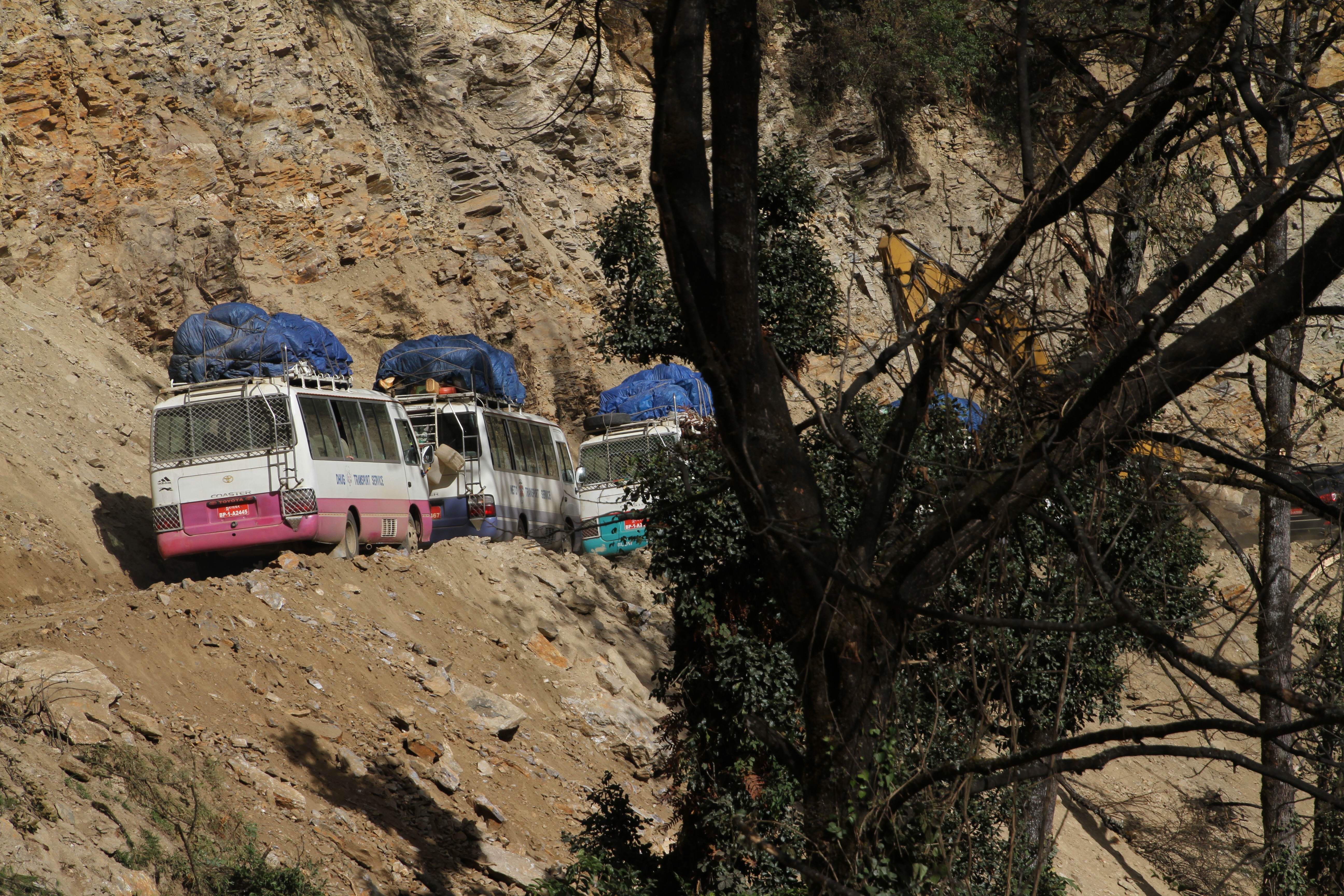
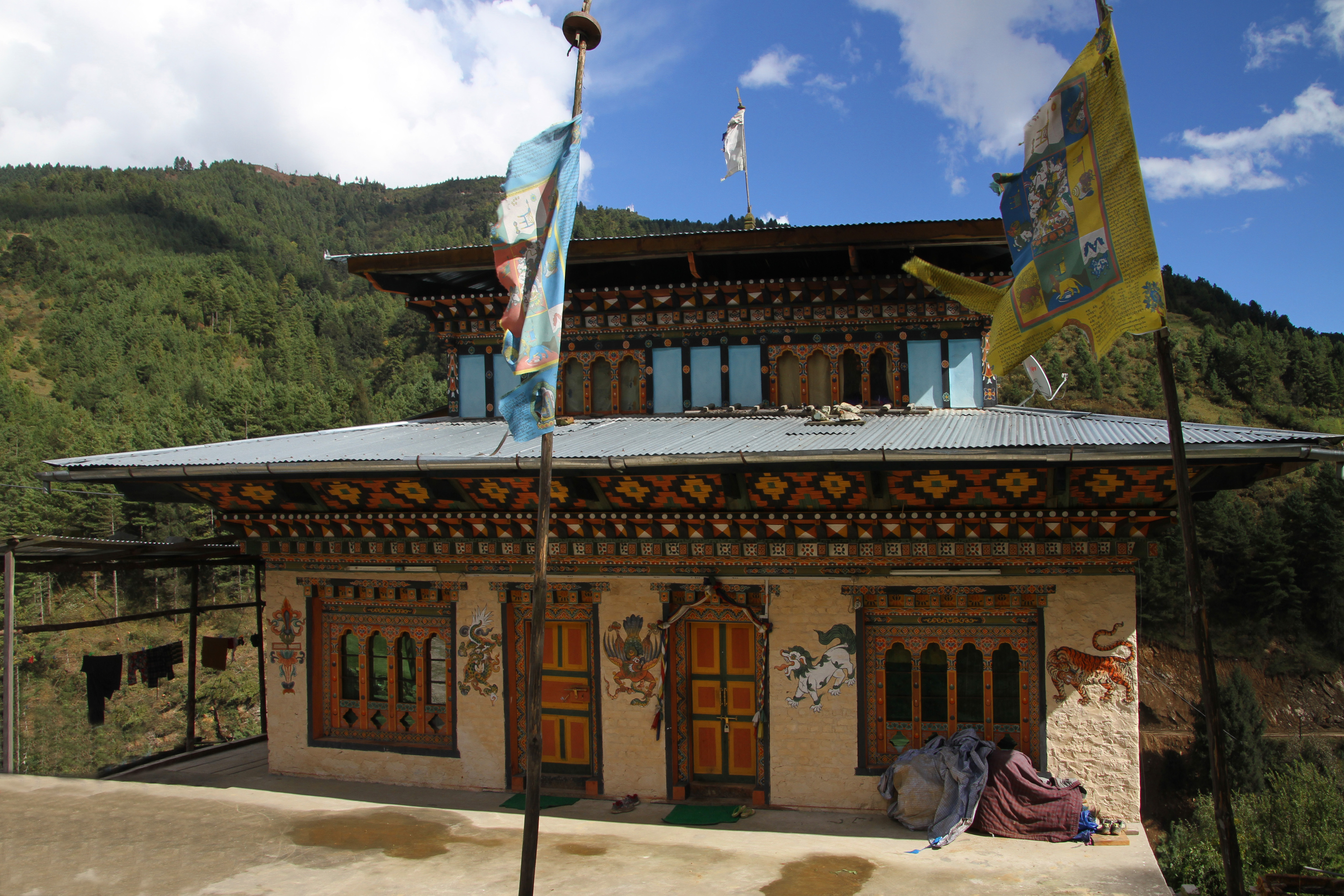
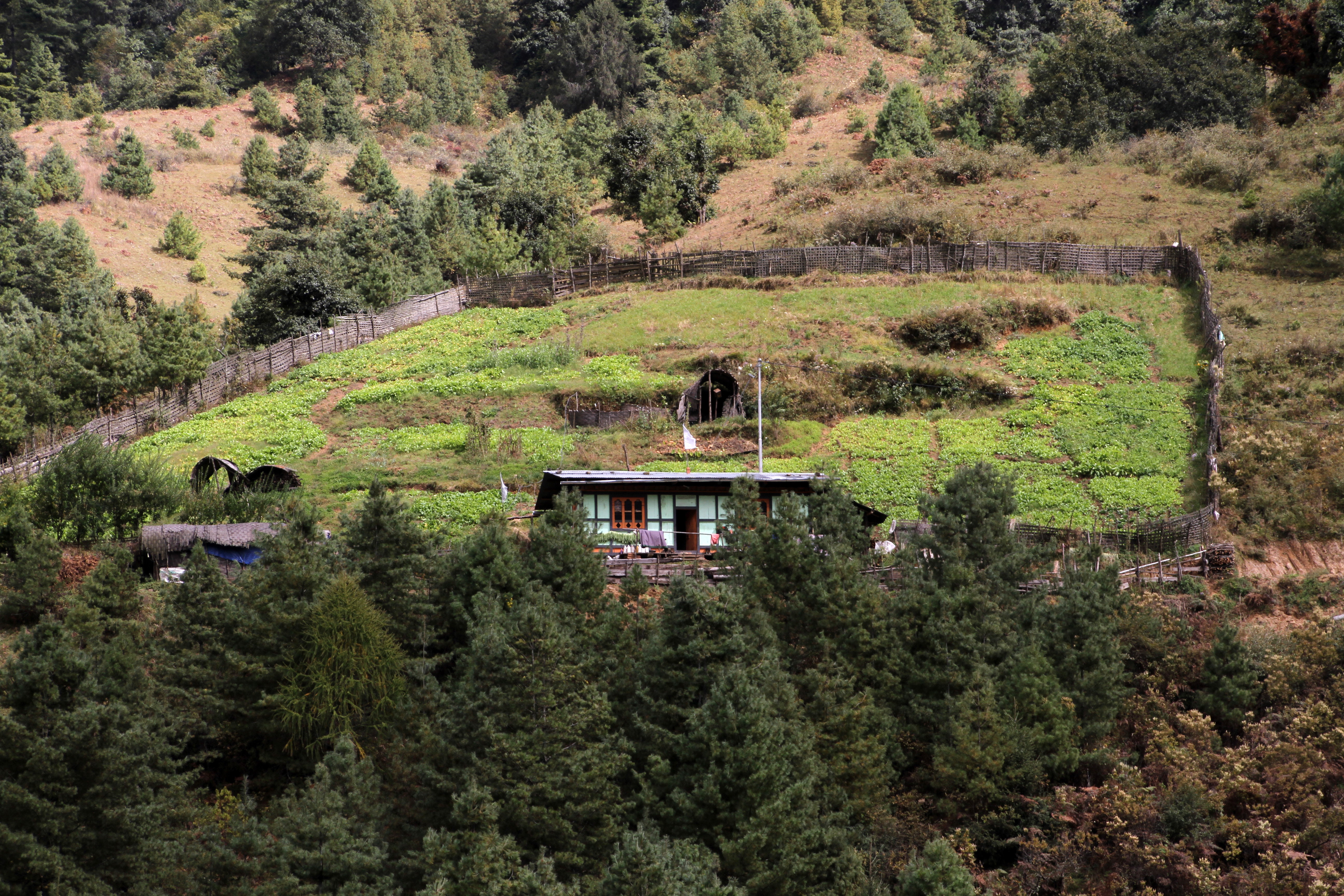
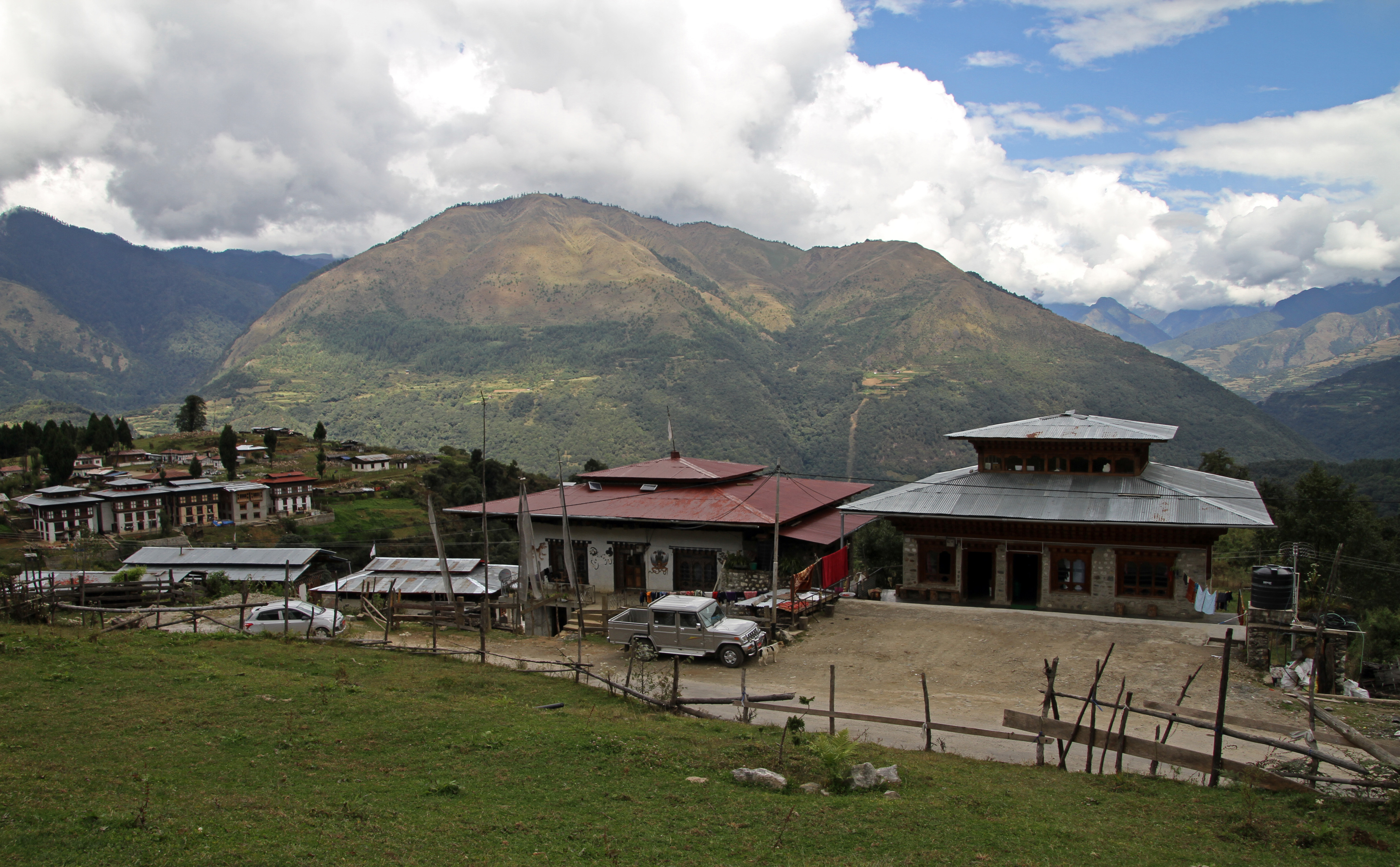
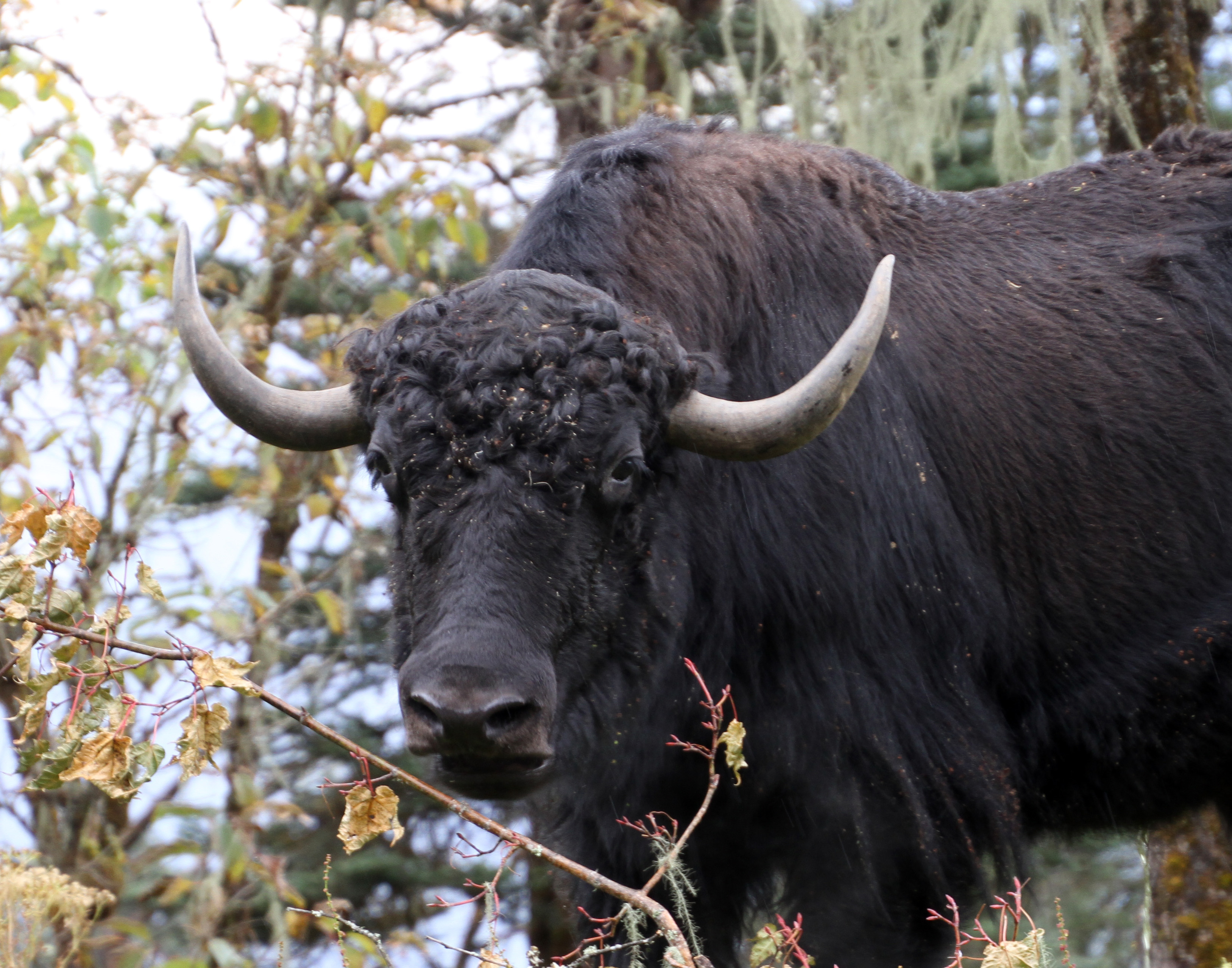